# 율리야 쿠지나 (유도 선수)
율리야 발레리예브나 쿠지나(러시아어: Ю́лия Вале́рьевна Ку́зина, 1976년 10월 25일~)는 러시아의 전직 유도 선수, 삼보 선수이다. 2000년 하계 올림픽과 2008년 하계 올림픽 여자 유도 미들급에 참가했으며 유럽 선수권 대회에서 동메달 1개를 획득했다. 또한 삼보 선수로서 세계 선수권 대회 2회, 유럽 선수권 대회 4회 우승을 달성했다.